# Andrew Sarauer
Andrew Sarauer (Outlook, Saskatchewan, 1984. november 17. –) kanadai-magyar kettős állampolgárságú, magyar válogatott jégkorongozó.

## Pályafutása

### Klubcsapatban
A Vancouver Canucks a 2004-es NHL-drafton a 125. helyen választotta ki, miután azt megelőzően két évadot játszott a British Columbia Hockey League-ben, azaz a kanadai juniorbajnokságban. Professzionális karrierje előtt négy éven át az Észak-Michigan Egyetem csapatában játszott. 2011. június 22-én Sarauer aláírta első európai szerződését a dán Frederikshavn White Hawkshoz, ahol egy évet töltött. A szezon végén visszatér Észak-Amerikába, és aláírt az ECHL-ben, azaz az amerikai harmadosztálynak megfelelő bajnokságban szereplő Las Vegas Wranglers csapatához. A 2012-13-as szezonban 21 gólt és 62 pontot szerzett, összesen 70 találkozón lépett jégre. 2013. május 30-án a magyar Fehérvár AV19 igazolta le, akikkel az Osztrák jégkorongligában szerepelt. 2017. május 11-én egy évre aláírt az osztrák VSV Villach csapatához. Egy évet töltött a csapatnál, majd visszatért Székesfehérvárra.  2023 júniusában egy évvel meghosszabbította a klubbal a lejáró szerződését, majd júliusban bejelentette, hogy visszavonul.

## Statisztika

### Alapszakasz és rájátszás
| 2002–03               | Victoria Salsa               | BCHL                  | 57 | 11 | 17 | 28 | 73 | —  | — | — | —  | —  |
| 2003–04               | Langley Hornets              | BCHL                  | 57 | 43 | 32 | 75 | 71 | —  | — | — | —  | —  |
| 2004–05               | Northern Michigan University | CCHA                  | 25 | 3  | 4  | 7  | 10 | —  | — | — | —  | —  |
| 2005–06               | Northern Michigan University | CCHA                  | 17 | 2  | 3  | 5  | 8  | —  | — | — | —  | —  |
| 2006–07               | Northern Michigan University | CCHA                  | 30 | 5  | 5  | 10 | 10 | —  | — | — | —  | —  |
| 2007–08               | Northern Michigan University | CCHA                  | 40 | 3  | 6  | 9  | 16 | —  | — | — | —  | —  |
| 2008–09               | Johnstown Chiefs             | ECHL                  | 49 | 19 | 27 | 46 | 71 | —  | — | — | —  | —  |
| 2008–09               | Lake Erie Monsters           | AHL                   | 15 | 1  | 1  | 2  | 8  | —  | — | — | —  | —  |
| 2008–09               | Norfolk Admirals             | AHL                   | 3  | 0  | 0  | 0  | 2  | —  | — | — | —  | —  |
| 2009–10               | Reading Royals               | ECHL                  | 71 | 28 | 35 | 63 | 65 | 16 | 3 | 3 | 6  | 24 |
| 2010–11               | Reading Royals               | ECHL                  | 60 | 25 | 42 | 67 | 40 | 8  | 3 | 4 | 7  | 2  |
| 2010–11               | Rockford IceHogs             | AHL                   | 1  | 0  | 0  | 0  | 0  | —  | — | — | —  | —  |
| 2010–11               | Hershey Bears                | AHL                   | 1  | 0  | 0  | 0  | 0  | —  | — | — | —  | —  |
| 2011–12               | Frederikshavn White Hawks    | AL-Bank Ligaen        | 22 | 7  | 15 | 22 | 32 | 4  | 1 | 1 | 2  | 2  |
| 2012–13               | Las Vegas Wranglers          | ECHL                  | 70 | 21 | 41 | 62 | 66 | 7  | 4 | 6 | 10 | 4  |
| 2013–14               | Alba Volán Székesfehérvár    | EBEL                  | 54 | 19 | 30 | 49 | 52 | 4  | 3 | 0 | 3  | 4  |
| 2014–15               | Alba Volán Székesfehérvár    | EBEL                  | 54 | 21 | 38 | 59 | 55 | 6  | 1 | 4 | 5  | 6  |
| 2015–16               | Alba Volán Székesfehérvár    | EBEL                  | 34 | 6  | 13 | 19 | 25 | —  | — | — | —  | —  |
| 2016–17               | Alba Volán Székesfehérvár    | EBEL                  | 54 | 18 | 25 | 43 | 44 | —  | — | — | —  | —  |
| 2017–18               | VSV Villach                  | EBEL                  | 52 | 11 | 31 | 42 | 38 | —  | — | — | —  | —  |
| 2018–19               | Fehérvár AV19                | EBEL                  | 41 | 18 | 24 | 42 | 46 | 6  | 1 | 3 | 4  | 4  |
| Szereplése az AHL-ben | Szereplése az AHL-ben        | Szereplése az AHL-ben | 20 | 1  | 1  | 2  | 10 | —  | — | — | —  | —  |

### A válogatottban
| Év       | Csapat       | Versenysorozat                             | Végeredmény |    | Mérkőzés | Gól | Assziszt | Pont | Büntető |
| -------- | ------------ | ------------------------------------------ | ----------- | -- | -------- | --- | -------- | ---- | ------- |
| 2015     | Magyarország | IIHF divízió I-es jégkorong-világbajnokság | 12.         | 5  | 2        | 4   | 6        | 2    |         |
| 2016     | Magyarország | olimpiai selejtező                         | NQ          | 3  | 1        | 4   | 5        | 0    |         |
| 2016     | Magyarország | Világbajnokság                             | 15.         | 7  | 0        | 3   | 3        | 2    |         |
| 2017     | Magyarország | IIHF divízió I-es jégkorong-világbajnokság | 21.         | 5  | 1        | 1   | 2        | 4    |         |
| 2018     | Magyarország | IIHF divízió I-es jégkorong-világbajnokság | 20.         | 5  | 1        | 1   | 2        | 2    |         |
| 2019     | Magyarország | IIHF divízió I-es jégkorong-világbajnokság | 21.         | 5  | 0        | 0   | 0        | 4    |         |
| Összesen | Összesen     | Összesen                                   | Összesen    | 30 | 5        | 13  | 18       | 14   |         |

## További információ
- Andrew Sarauer a hockeydb.com oldalon